# ShareThis
ShareThis — это набор сервисов для владельцев и пользователей сайтов, позволяющих поделиться статьей с другими пользователями подобно Digg или Reddit. Помимо этого, посетители сайта могут публиковать ссылки в своей социальной сети, а также отправлять их по электронной почте или с помощью сервисов мгновенных сообщений.

## История
Сервис был запущен в 2007 году компанией Netsumi под названием Share2Me. Продукт был впервые представлен на выставке DEMO 07 в городе Палм-Дезерт (Калифорния, США).
К маю 2007 года была запущена улучшенная бета-версия сервиса с новым (и пока окончательным) названием — ShareThis.
7 ноября 2007 года была запущена унифицированная кнопка ShareThis. По заявлению владельцев сервиса, в течение трех месяцев после запуска кнопку установили более тысячи владельцев сайтов, что позволило достичь 100 миллионов просмотров и 26 миллионов уникальных пользователей в месяц.

## Использование владельцами сайтов

### Виджет
Владельцы сайтов могут вставить виджет ShareThis на страницы своих сайтов в виде стандартной иконки, отдельной панели или анимированной иконки. Внешний вид кнопки, включая цвета, лого и другие опции, может быть настроен владельцем виджета. После того как кнопка добавлена на сайт, владелец сайта имеет доступ к статистической информации и отчетам по использованию кнопки посетителями.

### Плагин для WordPress
Специально для владельцев блогов, созданных с помощью WordPress, создан плагин для WordPress, позволяющий легко вставить кнопку ShareThis на страницы блога. Плагин доступен в каталоге плагинов на сайте WordPress.

## Использование пользователями

### Сохранение закладок
ShareThis позволяет сохранять ссылки на интересные страницы и в дальнейшем производить поиск по сохраненному содержимому.

### Обмен ссылками
ShareThis дает возможность сохранять контактную информацию о друзьях пользователя. Менеджер контактов хранит адреса электронной почты, список друзей из социальных сетей, номера мобильных телефонов и другие виды контактной информации.

### Плагины для браузеров
Пользователи могут установить плагин для браузера FireFox, а также сохранить букмарклет, дающий быстрый доступ ко всей доступной функциональности. ShareThis входит в число наиболее полезных дополнений для браузера Internet Explorer по версии сайта MakeUseOf.

## Награды
- 2009:
  - OnMedia 100 (список ста лучших частных компаний занимающихся онлайн-маркетингом), категория Technology Enablers[10]
- 2008
  - 2nd Annual Mashable Blogger’s Choice and People’s Choice Open Web Awards ( (англ.) вторая ежегодная веб-премия «Выбор блогеров» и «Народный выбор», учрежденная компанией Mashable), категория Best Blog Plugin ( (англ.) лучший плагин для блога)[11]